# Etica în afaceri
Etica în afaceri sau etica afacerilor reprezintă o disciplină în cadrul eticii aplicate, care se ocupă cu analiza din punct de vedere moral a modului în care agenții economici (firmele, acționarii, angajații, cumpărătorii etc.) acționează. Ea a apărut la începutul secolului al XX-lea în Statele Unite ale Americii ca urmare a extinderii aplicabilității teoriilor etice dincolo de spațiul general al "acțiunii umane".